# Mouflers
Mouflers é uma comuna francesa na região administrativa de Altos da França, no departamento de Somme. Estende-se por uma área de 3,53 km². Em 2010 a comuna tinha 96 habitantes (densidade: 27,2 hab./km²).